# 安国镇 (平凉市)
安国镇，是中华人民共和国甘肃省平凉市崆峒区下辖的一个乡镇级行政单位。
2015年，甘肃省民政厅批复同意撤销安国乡，设立安国镇。

## 行政区划
安国镇下辖以下地区：
白林村、上李村、油坊村、安国村、东沟村、余庄村、阎庄村、范庄村、颉河村、土桥村、岘梁村、尚堡村、王堡村、大庄村、党庄村、吊吊川村、颉沟村、崔家庙村、翟家湾村和老庄村。